# Agrotis musa
Agrotis musa là một loài bướm đêm trong họ Noctuidae.